# 肯揚港 (加利福尼亞州)
肯揚港（英語：Port Kenyon）是位於美國加利福尼亞州洪堡縣的一個非建制地區。該地的面積和人口皆未知。

## 地理
肯揚港的座標為40°35′42″N 124°16′47″W / 40.59500°N 124.27972°W，而該地的平均海拔高度為4米（即13英尺）。